# Mathilde Walter Clark
Mathilde Walter Clark (født d. 6. august 1970 i København) er en dansk forfatter. Hun er student fra Østre Borgerdyd Gymnasium og cand.mag. i dansk og filosofi fra RUC og New York University. Ved siden af forfatterskabet har hun skrevet klummer i Alt for Damerne fra 2004 til 2008, og MetroXpress fra 2005 til 2012. I perioden 2008-2011 var hun redaktør på litteraturtidsskriftet Den Blå Port. I 2009 skrev Clark manuskript til og medvirkede i en tv-serie for DR2, I syv sind – syv små samtaler om de store ting i livet, hvor hun talte med en række kendte danskere om kunsten at blive sig selv. I 2012 var hun med i torsdagens kulturpanel i Meningsmaskinen på TV 2/Lorry.
Mathilde Walter Clark har skrevet en række essays, hvor hun gør sig til fortaler for den litterære maksimalisme.
I 2023 forfatter til "Det blinde øje", Politikens Forlag, om minkskandalen, samt "Hvordan man laver dyr", Politikens Forlag, om dyreindustrianlæggene i Danmark.

## Baggrund
Mathilde Walter Clark er datter af den amerikanske kvantefysiker John W. Clark og er vokset op med sin mor, Karin Clark, i og omkring København. Det var Clarks plan at blive tegneserietegner, og som 16-årig etablerede hun tegnestuen Comicaze sammen med andre unge i en nedlagt frisørsalon.

## Forfatterskab
Efter sin uddannelse arbejdede Mathilde Walter Clark tre år som tekstforfatter på reklamebureaut Saatchi & Saatchi i København. I 2004 debuterede hun som skønlitterær forfatter med romanen Thorsten Madsens Ego, baseret på oplevelserne i reklambebranchen.
Mathilde Walter Clark har udtalt, at Kierkegaard i perioder holder hende oppe om natten. Kierkegaardpåvirkningen går igen i forfatterskabet, ikke mindst romanen Priapus (2010), der behandler et af Kierkegaards foretrukne emner, nemlig forførertemaet. Romanens handling udspiller sig på to planer, dels på forføreren Priapus’ og dels hos en piberygende, tweedjakkeklædt fortæller, der gør sit bedste for at forstå den historie, han selv er i færd med at fortælle. Priapus udkom på norsk på Piratforlaget i 2011.
Det filosofiske præger også de mytisk-allegoriske fortællinger, Tingenes uorden (2005) og Grumme historier (2011). I Tingenes uorden bevæger Mathilde Walter Clark sig ud i ingenmandsland mellem ord og ting. Kan vi nå virkeligheden i virkeligheden, eller er vi filtret ind i sprog? Og hvad sker der, når der endelig bliver stille? Grumme historier beskæftiger sig med tab af identitet, forfald og transformation.
Mathilde Walter Clarks fortællinger fremhæves især for kombinationen af eksistentiel dybde og fornemmelsen af at have noget på spil med humor, ironi, sprog og fantasi. I form og indhold adskiller fortællingerne sig fra den gængse danske hverdagsrealisme og bærer slægtskab med Kafka, Villy Sørensen, Peter Seeberg og Karen Blixen.
Clark har selv udtalt, at hendes litterære forbilleder er Kafka, Thomas Mann, Villy Sørensen, H. C. Andersen og Anders And.
Mathilde Walter Clarks fortællinger har været trykt i oversættelse i en række amerikanske tidsskrifter, heriblandt The Literary Review The Iowa Review og The Absinthe Literary Review.
I 2023 udgav Mathilde Walter Clark bogen Det blinde øje. Med afsæt i den danske minkaflivning i efteråret 2020 kommer læseren helt tæt på og oplever, hvad minken er for et dyr, og hvordan minkerhvervet i virkeligheden kan anskues. 'Det blinde øje' er en blanding af skønlitteratur og essay og indeholder en grundig sproganalyse af, hvordan vi taler om mink. "I mediedækningen fyldte minkavlerne og deres beretninger om deres smadrede forretninger mest, og vi nåede aldrig at forstå mink som dyr", har Mathilde Walter Clark argumenteret.
Det blinde øje fik meget gode anmeldelser.
I januar 2024 modtog Mathilde Walter Clark Weekendavisens Litteraturpris 2023 for Det blinde øje. For samme bog modtog Mathilde Walter Clark også Politikens Litteraturpris 2023. Senere modtog hun også Læsernes Bogpris 2024 for Det blinde øje, da Danmarks Biblioteksforening og folkebibliotekerne bad læserne om at kåre deres favoritbog.
I efteråret 2024 modtog hun også Danmarks Åbenhedspris af organisationen Transparency International Danmark for samme værk.Bogen "river plastret af den måde, minkerhvervet dygtigt har manøvreret imellem politiske interesser, erhvervsinteresser og dårlige mediesager", lød det i begrundelsen fra organisationen.
Desuden kårede organisationen Dyrenes Beskyttelse i november 2024 Mathilde Walter Clark som Årets Dyreven. Under kåringen blev Mathilde Walter Clark takket for at være en uforlignelig øjenåbner og stærk stemme for de mange millioner usynlige dyr.

## Mæcen søges
Efter debuten med Thorsten Madsens Ego (2004) gik Mathilde Walter Clark i 2005 i gang med at lede efter en mæcen, for at få råd til at skrive den næste bog. Hun skrev breve til kendte rigmænd som Klaus Riskær Pedersen og Mærsk McKinney Møller for at høre, om de ville være hendes mæcen. Også kendte erhvervsledere som Lars Larsen og Irma-direktør Alfred Josefsen fik breve – sidstnævnte blev spurgt, om han ville holde Mathilde Walter Clark med havregryn. Hun fik nej fra alle. 
Danske Mæceners Landsforbund under KulturBornholm har dog tilbudt Mathilde Walter Clark hjælp på et tidligt tidspunkt. Også Brian Mikkelsen fik som kulturminister et brev ca. hver 14. dag – og sommetider et postkort.
Det lykkedes hende at få 100 kroner af ministeren.
I 2006 blev hun tildelt Statens Kunstfonds treårige arbejdslegat.
Planen var at udgive historierne med det omfattende materiale som en coffee table book og supplere den med en fysisk udstilling, hvor man kunne se brevene og billederne og de 42 syltetøjsglas med penge, for hun mente, at projektet skulle dokumenteres. Men hendes første forlægger mente, hun selv skulle skaffe halvdelen af finansieringen, mens en anden først sagde ja til en udgivelse, hvorefter han var umulig at komme i kontakt med.
I mellemtiden havde teknologien udviklet sig sådan, at det hele kunne rummes i en e-bog. Så i januar 2013 udgav hun “Mæcen søges” som e-bog via iTunes – i projektets ånd på eget forlag: Tinsoldat. Bogen beskrives som "en blanding mellem litteratur, kunstbog, debatbog, håndbog, dokumentar og performance."
Den tyske forfatter Hans Christoph Buch har kaldt formen for "aktions-litteratur". Selv kalder hun den “en litterær version af en happening” eller “livspoesi”. En historie, som hverken kan styres eller kontrolleres, og som man ikke ved, om bliver god eller dårlig. “Jeg stiller mig til rådighed og kaster et enkelt budskab ud. Mæcen søges. Det bliver en slags invitation til at være med i historien, et oplæg. Folk kan deltage, sige deres mening om projektet, blive glade for det eller sure på det, uanset hvad bliver det en del af historien,” har Mathilde Walter Clark sagt.
I en video på Mæcen-projektets hjemmeside præsenterer hun udgivelsen. Hun har sat prisen på bogen så lavt, at selv en fattig forfatter som hun selv ville kunne læse med – det samme som en kop kaffe på café Europa. Forhenværende kulturminister Brian Mikkelsen har skrevet forord, og Uffe Elbæk, (der var kulturminister, mens bogen blev til), har skrevet bogens efterord.

## The International Writing Program (IWP)
I 2006 repræsenterede Mathilde Walter Clark Danmark på The
International Writing Program (IWP) på Iowa University på et tre måneder langt ophold, hvor hun blev indlogeret på et hotel sammen med 35 andre internationale forfattere. Under opholdet producerede hun en Iowan Dictionary sammen med den mexicanske digter
José Eugenio Sánchez. Ordbogen blev solgt for en høj eller lav pris på et ikke-annonceret sted i Iowa City. Ordbogen består af en blanding af danske, spanske og mexicanske udtryk. Ifølge ordbogen er Pluto "still a planet", "a penguin-cow-dress" er et "indiscribable outfit" og "the American Languange" er "English or something like this".

## TV
DR2-serien I syv sind (2009) var inspireret af Kierkegaard. I serien forsøgte Mathilde Walter Clark at finde ud af, hvad det vil sige at blive sig selv. Hun opsøgte syv kendte danskere, som hun mente "mestrer livet", og som på hver deres måde repræsenterer de Kierkegaardske positioner i deres tilgang til livet. De syv danskere var Ghita Nørby som ‘Den autentiske’, Jørgen Leth som ‘Det sansende menneske’, Suzanne Brøgger som ‘Kærligheden’, Per Stig Møller som ‘Samfundsborgeren’, Niels Hausgaard som ‘Outsideren’, Margrete Auken som ‘Den religiøse’ og Lars Muhl som ‘Mystikeren’.

## Priser og legater
- Læsernes Bogpris (2024).[35]
- Weekendavisens litteraturpris (2023)
- Rosinante & Co’s Æreslegat (2007).
- Statens Kunstfonds treårige arbejdslegat (2006).
- Årets Fund, Carlsbergfonden (2005).